# Skademarkssjön
Skademarkssjön är en sjö i Örnsköldsviks kommun i Ångermanland och ingår i Husåns huvudavrinningsområde. Sjön har en area på 0,239 kvadratkilometer och ligger 79 meter över havet.

## Delavrinningsområde
Skademarkssjön ingår i det delavrinningsområde (704632-166811) som SMHI kallar för Mynnar i Västersjön. Medelhöjden är 100 meter över havet och ytan är 4,64 kvadratkilometer. Det finns inga avrinningsområden uppströms utan avrinningsområdet är högsta punkten. Vattendraget som avvattnar avrinningsområdet har biflödesordning 2, vilket innebär att vattnet flödar genom totalt 2 vattendrag innan det når havet efter 22 kilometer. Avrinningsområdet består mestadels av skog (68 procent) och öppen mark (11 procent). Avrinningsområdet har 0,23 kvadratkilometer vattenytor vilket ger det en sjöprocent på 4,9 procent.